# Franz Reuther (Politiker)
Franz Reuther (* 15. April 1881 in Sirbis, Neustädtischer Kreis; † 26. Januar 1957 in Brackwede) war ein deutscher Politiker (SPD).

## Leben
Nach dem Besuch der Volksschule absolvierte Reuther eine Maurerlehre und ging im Anschluss auf Wanderschaft. Er arbeitete in den folgenden Jahren als Maurer und Stuckateur, engagierte sich in der Gewerkschaft und war von 1910 bis 1914 Vorsitzender der Filiale des Deutschen Bauarbeiterverbandes. Von 1914 bis 1917 nahm er als Soldat am Ersten Weltkrieg teil. Aufgrund einer erlittenen Verwundung wurde er aus dem Heeresdienst entlassen.
Reuther war bis 1919 Mitglied des Vorstandes der SPD Rüstringen und arbeitete von Juli 1919 bis 1933 als Parteisekretär für den SPD-Unterbezirk Schaumburg-Lippe mit Sitz in Stadthagen, wo er von 1922 bis 1933 als Stadtverordneter der kommunalen Vertretung angehörte. Von Oktober 1922 bis Mai 1925 war er hauptamtliches Mitglied und von April 1929 bis April 1931 nebenamtliches Mitglied der Landesregierung des Freistaates Schaumburg-Lippe. 1925 wurde er als Abgeordneter in den Schaumburg-Lippischen Landtag gewählt, dem er bis zu seiner Mandatsniederlegung am 21. April 1933 angehörte.
Nach der Machtübernahme der Nationalsozialisten wurde Reuther von März bis Mai 1933 im Gerichtsgefängnis Stadthagen in „Schutzhaft“ genommen. Seine Haftentlassung erfolgte erst nachdem er sein Landtagsmandat niederlegt und seine Ausweisung aus Schaumburg-Lippe akzeptiert hatte. Gemeinsam mit ihm gaben die SPD-Abgeordneten Wilhelm Behrens, Wilhelm Kuhlmann und Heinrich Ohlhorst ihr Landtagsmandat auf, um gegen das Vorgehen der Nationalsozialisten zu protestierten. Reuther zog nach Senne II, kehrte im Juni 1933 aber zurück und wurde erneut inhaftiert. Im August 1933 verließ er das Land endgültig. In der Folgezeit war er zunächst erwerbslos. In den Jahren zwischen 1938 und 1945 arbeitete er bei Bielefeld in der Metallfabrik Windelsbleiche. Im Zuge der Aktion Gitter wurde er 1944 für einen Monat im Polizeigefängnis Bielefeld inhaftiert.
Nach dem Ende des Zweiten Weltkrieges kehrte Reuther im September 1945 nach Stadthagen zurück und wurde dort im November wieder Sekretär der SPD. Von 1946 bis 1954 war er Kreistagsmitglied und von Juni 1947 bis Dezember 1952 Landrat des Landkreises Schaumburg-Lippe.
Vom 17. September 1946 bis 29. Oktober 1946 war er Mitglied des Ernannten Hannoverschen Landtages. Zudem war er vom 9. Dezember 1946 bis 28. März 1947 Mitglied des Ernannten Niedersächsischen Landtages.
Franz Reuther, der seit 1906 verheiratet war, erhielt nach dem Krieg eine Haftentschädigung. Seinen Lebensabend verbrachte er in einem Altersheim der Arbeiterwohlfahrt in Brackwede.

## Ehrungen
- 1955: Bundesverdienstkreuz